# Gustavo Hodgers Rico
Gustavo Hodgers Rico (21 de agosto de 1934 – Magdalena Sonora - 29 de mayo de 1983, Hermosillo Sonora). Fue un beisbolista, buscador de talentos en el béisbol, formador deportivo de la Selección Sonora y de la Universidad de Sonora, así como manejador de diversos equipos.

## Los primeros años
Fue hijo de Guillermo Hodgers Cota y Amelia Rico Rendón. Último de los 7 hijos. Estudió la primaria en la escuela "Juan Fenochio" de Magdalena. Se mudó a Hermosillo a continuar sus estudios y posteriormente estudió en la Escuela de Contabilidad y Administración de la Universidad de Sonora (UniSon) en Hermosillo.
De niño, adolescente y joven, practicó béisbol, básquetbol, softbol y voleibol, habiendo participado, en 12 campeonatos estatales de béisbol, 8 campeonatos estatales de basquetbol y un campeonato nacional de basquetbol.

## Beisbolista Profesional
Se contrató en Liga Norte de Sonora de 1953 a 1958, con los Membrilleros de Magdalena, luego con los Rieleros de Benjamín Hill y los Rojos de Caborca. En 1982 fue manejador de los Vaqueros de Agua Prieta.
De ahí ingresó en la temporada 1959-1960 a la Liga Mexicana del Pacífico, como jardinero central de los Naranjeros de Hermosillo, bateando 0.250 de porcentaje.

## Entrenador

### Universidad de Sonora
En 1953 recibió el cargo de entrenador de la Universidad de Sonora, de los equipos de béisbol, softbol basquetbol, volibol femenil y atletismo de la UniSon. En 1974, fue nombrado Jefe de Deportes de la Universidad de Sonora. Fue timonel por 12 campeonatos estatales, logrando el campeonato estatal en 1972, hasta 1978.

### Selección Sonora de Béisbol
Dirigió a la Selección Sonora de béisbol 4 campeonatos nacionales; en 1957, logró el 3er lugar en el en Mexicali. En 1958, Sonora perdió el primer lugar ante Baja California en Tijuana con marcador de 1-0. En 1976, fueron campeones nacionales de Béisbol en el Estadio Universitario de Hermosillo.

### Softbol
Como manejador de softbol, obtuvo 3 títulos en los 6 campeonatos nacionales de softbol que participó. Eso lo llevó en 1972, a ser manejador de la Selección Mexicana de Softbol logrando el cuarto lugar mundial en Filipinas.
También logró el Campeonato nacional de basquetbol para Nacozari de García, Sonora. Fue Gerente de la Unión Deportiva Municipal de Hermosillo. Escribió un libro “Fundamentos del béisbol”, mismo que se utiliza en para clínicas de béisbol en algunas universidades. 

## Reconocimientos
Los reconocimientos obtenidos han sido:
- Un busto en la Unidad Deportiva Universitaria, de la Universidad de Sonora campus Hermosillo.
- El estadio de Béisbol Universitario de la Universidad de Sonora, fue bautizado con su nombre.
- La Calzada Gustavo Hodgers, de Hermosillo, lleva el nombre en su honor.
- Fue nombrado miembro del Salón de la Fama del Deportista Sonorense, desde 1988.[3]
- Es miembro del Salón de la Fama en Magdalena de Kino.[4]
- A raíz de su enfermedad, su esposa fundó la asociación de apoyo a gente con cáncer "Agrupación George Papanicolaou A.C."[5]
- Se fundó la "Asociación Gustavo Hodgers Rico" en 1999 con fines filantrópicos.
- Se escribió un libro con su biografía.

Se casó con Aída Isisabi Araujo. Procrearon a Fernando. Gustavo, falleció por cáncer en 1983 a los 49 años.